# Schistocarpaea johnsonii
Schistocarpaea johnsonii är en brakvedsväxtart som beskrevs av F. Müll.. Schistocarpaea johnsonii ingår i släktet Schistocarpaea och familjen brakvedsväxter. Inga underarter finns listade i Catalogue of Life.